# Pueblo yakuto
Los yakutos o yacutos, también escrito a menudo yakutio (en ruso: якуты; autodenominación: sajá o sakha) son un pueblo túrquico que vive en la República de Sajá (Yakutia), en Rusia. Conforman el mayor grupo autóctono de Siberia, son algo más de 500.000 individuos y se encuentran en la región de Verjoyansk, también conocida como el "polo del frío", estando distribuidos además minoritariamente por el krai de Jabárovsk y en Evenkía (krai de Krasnoyarsk). Su nombre común proviene del evenki yōko (extranjero). Los yakutos se dedican principalmente a la caza, la pesca y la cría de caballos y ganado, y viven en yurtas. A diferencia de la mayoría de los otros pueblos túrquicos, que son generalmente musulmanes, los yakutos son en su mayoría cristianos ortodoxos, aunque el chamanismo tradicional túrquico se halla también muy extendido entre este pueblo.

## Historia
Se cree que llegaron al territorio de la actual Yakutia en los siglos X-XIII, durante la expansión de los pueblos túrquicos. Llevaron consigo técnicas de cría de ganado y caballos que consiguieron adaptar al clima. A partir del siglo XV comenzaron a asimilar a la población local, ya que dominaban las orillas de los ríos Lena y Amga, Viliui y Oliokma, así como los altos del Jana. En 1450, el caudillo Omogái los unificó contra las presiones de tártaros y mongoles. Sin embargo, no formaron ningún estado unificado, aunque no fueron sometidos al Janato de Sibir. En 1581, llegó el atamán cosaco Yermak Timoféyevich, pero se mantuvo a orillas del Vagái. Durante el siglo XVII formaban 80 tribus independientes divididas en clanes endogámicos, nómadas, unificados por el caudillo o toion de los jangalas, Tygyn (fallecido en 1632).
A partir de 1620, los rusos comenzaron a penetrar su territorio en su expansión siberiana, en 1630, subyugaron a los primeros yakutos e impusieron un impuesto sobre la peletería. En 1632, fundaron la fortaleza de Lenski ostrog (hoy Yakutsk), la cual trasladaron a la orilla opuesta en 1640, nombrando a Piotr Golovín primer gobernador de la zona, y en 1644 construyeron un puerto fluvial con amarre de barcos. Los zaristas lograron sofocar varias revueltas por parte de los yakutos entre 1634 y 1642. En 1638, se rebelaron también los yakutos de Aldán y los evenkis, pero fueron masacrados. 
La conquista y posterior colonización desbarató su desarrollo socioeconómico y cultural, fueron sometidos a la pesada carga del impuesto en pieles (yasak) y oprimidos por los militares zaristas, oficiales y comerciantes. Entre el siglo XVIII y XIX Los yakutos del norte se dedicaron más a la caza, pesca y cría del renos, mientras que los yakuto sur de dedicaron a la cría de caballos y a la ganadería. A pesar de alguna resistencia oficial, mantuvieron un autogobierno relativo, hasta que en 1782, Catalina II de Rusia estableció las primeras divisiones administrativas de Siberia. Después adoptaron la agricultura. Aunque a mediados del siglo XVIII fueron convertidos al cristianismo y, ya en 1820, casi todos los yakutos habían sido convertidos a la religión cristiana ortodoxa, han mantenido algunas prácticas chamanísticas. El cultivo de heno, les permitió colonizar nuevas tierras al norte. Su sistema de uso comunitario de la tierra sobrevivió hasta la revolución rusa de 1917.

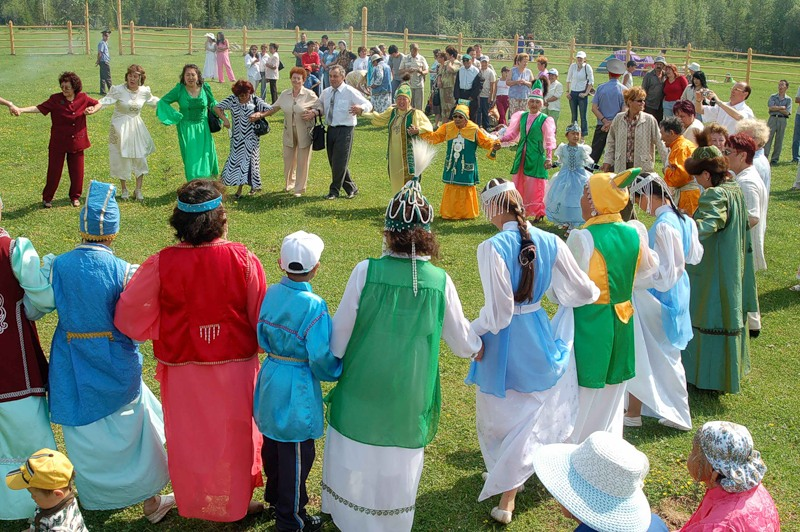
Ohuojai, el baile tradicional sajá, interpretado en 2009

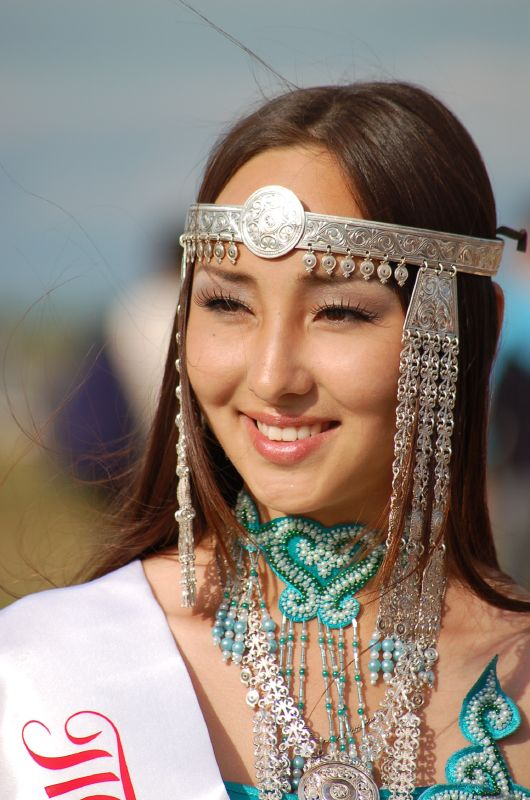
Mujer yakuta o sajá.

En 1805, se creó el óblast de Yakutsk, dirigido por un oficial subordinado al gobernador de Irkutsk, pero que en 1851 se constituyó como una guberniya aparte. En 1822, los yakutos fueron clasificados como "pueblo nativo nómada". Aunque se sedentarizaron a partir de 1850, sólo había 103.400 ha cultivadas.  En 1846, se descubrió oro en su territorio. El descubrimiento de oro y, más tarde, la construcción del ferrocarril Transiberiano, atrajo a cada vez más rusos a la región. 
En 1902, se formó el primer grupo político, ilegal, entre los estudiantes de la Realschule de Yakutsk, que introdujeron el marxismo. Así, se produjeron algunos alborotos entre noviembre de 1905 y febrero de 1906. En 1906, un grupo de intelectuales yakutos fundaron la Sajamut o Soyuz Yakútov ("Unión de los Yakutos"), dirigida por los escritores Anempodist Sofrónov (Alampa) y Olekséi Oksuküleej (Alekséi Kulakovski), que proponía el reparto de las tierras de los yakutos, la restitución de las tierras concedidas a los colonos por el gobierno zarista, la "yakutización" del empleo, de los funcionarios y policías, y deshacerse de la rusificación cultural. Los dirigentes fueron rápidamente arrestados. En diciembre de 1906, se rebelaron los campesinos del vólost Chekur, negándose a pagar los impuestos. En verano de ese mismo año, se formó un grupo socialdemócrata de rusos y yakutos. 
A partir de 1919, el recién instaurado gobierno soviético favoreció la formación de la República Autónoma Socialista Soviética de Yakutia, la cual fue formalmente proclamada el 22 de abril de 1922. En 1992, se designó el país como República de Sajá, dentro de la cual el 45,54% de la población es yakuta, el 41,2% rusa y el resto, de varias nacionalidades.